# Нижний Тагил (станция)
Ни́жний Таги́л — пассажирская железнодорожная станция Свердловской железной дороги в городе Нижнем Тагиле Свердловской области России. Находится в центре города, на Садовой улице. Является центральным пассажирским железнодорожным вокзалом Нижнего Тагила. Один из двух больших пассажирских вокзалов города, вместе со Смычкой.

## История
Первое здание железнодорожного вокзала в Нижнем Тагиле было возведено в 1878 году при открытии бывшей Уральской Горнозаводской железной дороге. Это было деревянное сооружение, в котором находились зал ожидания, кассы, ресторан. Американский журналист Дж. Кеннан, проезжавший через Нижний Тагил в 1885 году по пути в Сибирь, высоко оценил благоустройство вокзала и привокзальной территории, особо отметив его «изысканную, роскошную и в то же время уютную» столовую.
В 1930-е годы индустриализации вокзал стал обслуживать резко возросшее количество составов с людьми, грузами, оборудованием. Старое деревянное здание, не приспособленное для такого количества пассажиров, не позволяло развернуть работу по их обслуживанию в должной мере. Однако деревянное здание вокзала пережило Великую Отечественную войну и прослужило ещё полтора десятка лет после неё.
В 1956 году было начато строительство нового здания, которое продолжалось 10 лет. Новое протяжённое двухэтажное здание железнодорожного вокзала было введено в эксплуатацию в 1966 году. В 2005-2006 годах здание было реконструировано. В 2013 году был полностью отремонтирован фасад, переделаны воздуховодные будки на перроне. В 2015 году начался ремонт интерьера здания, подземного тоннеля и вестибюлей второго перрона, который продолжается до настоящего времени.

## Описание

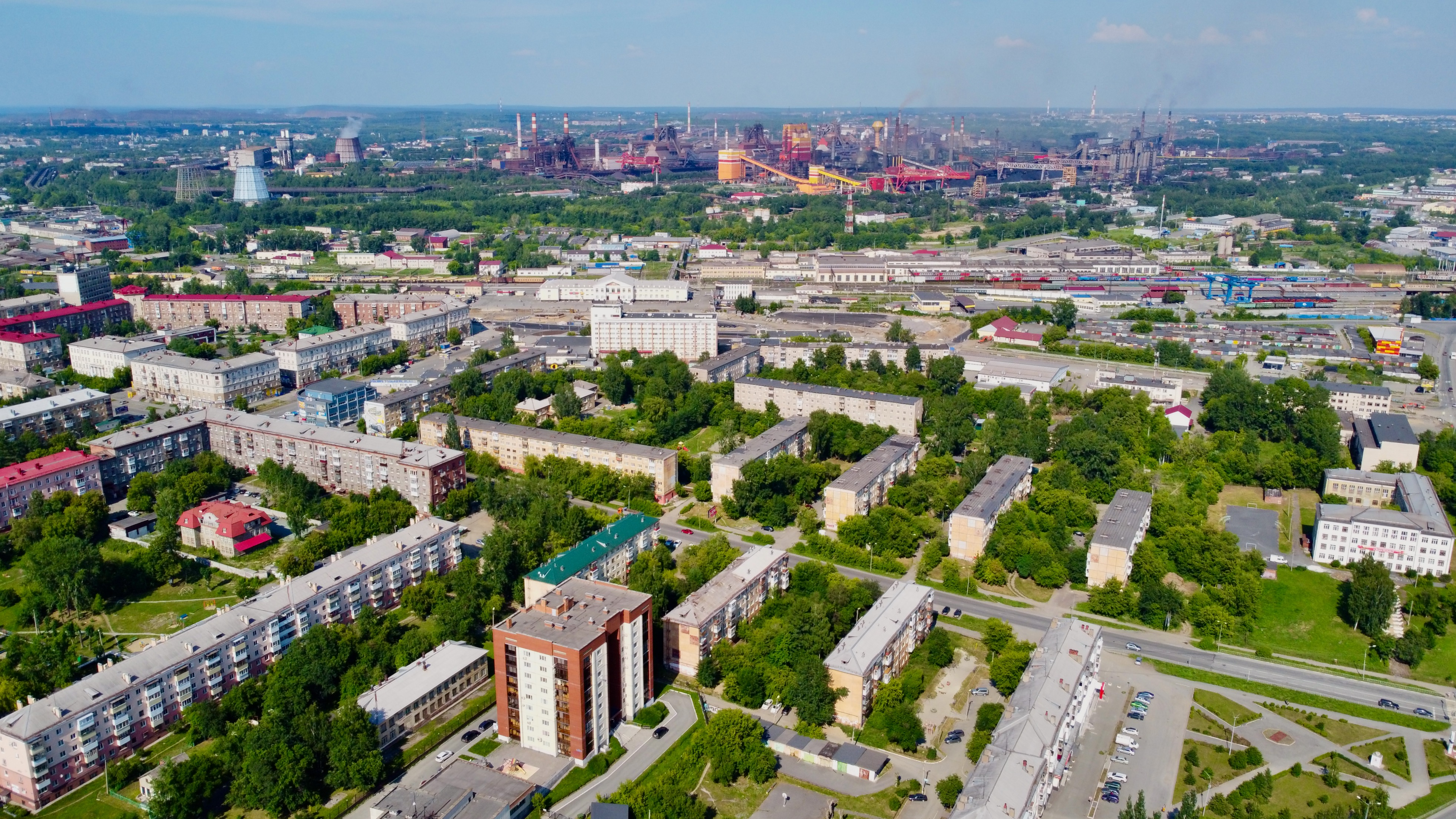
Вид с высоты, станция в центре снимка, на дальнем плане промплощадка НТМК

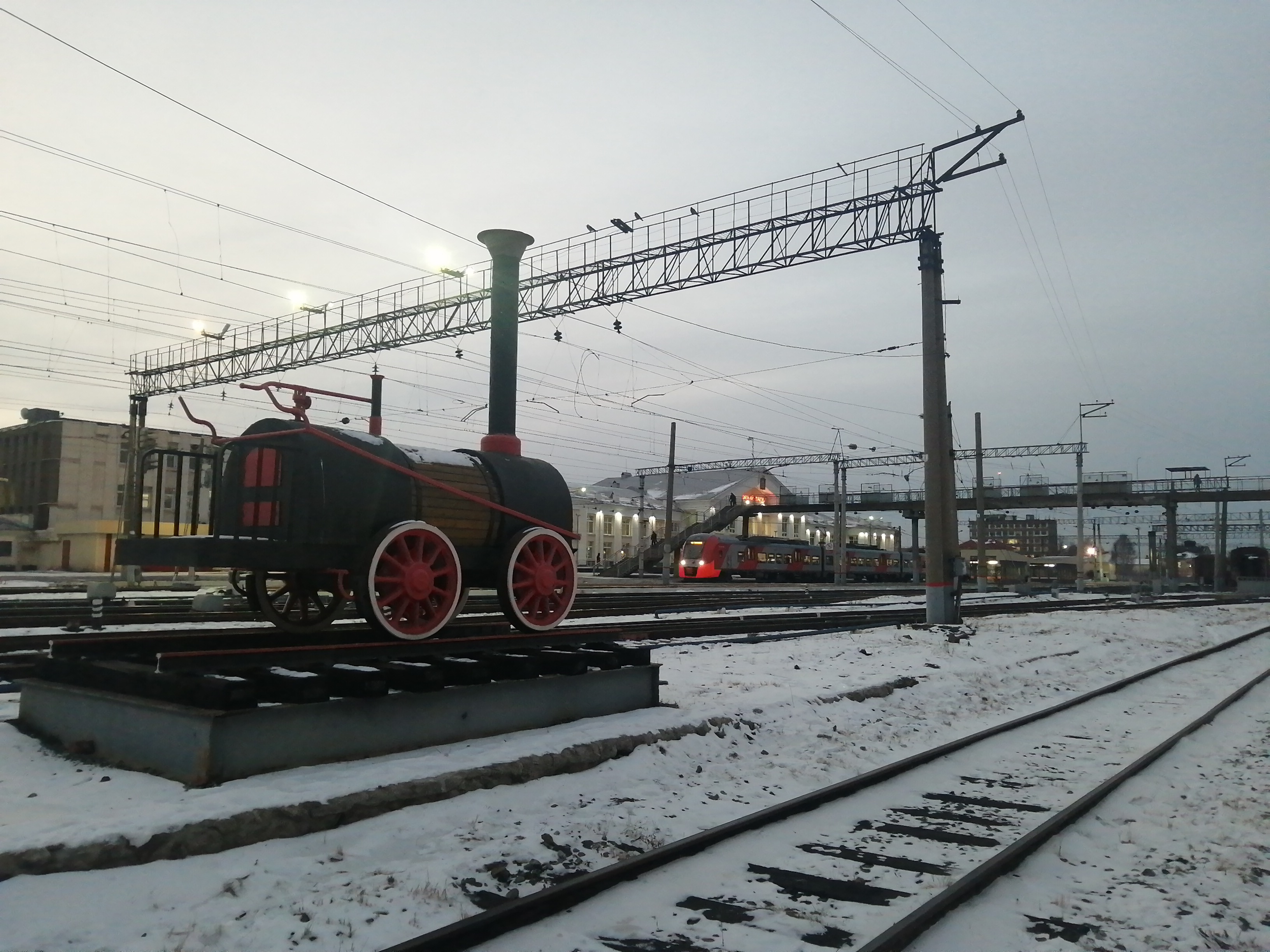
Макет паровоза Черепановых, на первой платформе электропоезд «Ласточка» Нижний Тагил —Екатеринбург (2020)

Вокзал на станции типовой, построен в стиле сталинского ампира. Здание вокзала двухэтажное с подземным этажом. Здание имеет массивную центральную часть и два крыла (северное и южное) и 7 входов, из которых два главные и расположены с западной и восточной стороны. Оба главных фасада расположены посередине здания и имеют греческие портики с пилястрами. Один из главных входов выходит к первому перрону станции, другой вход ведёт к Привокзальной площади. Выход к городу расположен выше уровня площади, поэтому при нём есть крыльцо с террасой и широкая лестница, ведущая вниз к площади. Стены здания бежевые с прямоугольными белыми пилястрами и карнизами. Все окна вокзала, за исключением круглых окон чердака, имеют прямоугольную форму. В интерьере вокзала главный зал имеет высоту до потолка второго этажа, а второй этаж выходит центральному залу на манер террасы, которая поддерживается массивными прямоугольными колоннами и ограничивается каменной оградой с фигурными балясинами. В центре главного кассового зала ожидания расположен ход с каменной лестницей в подземный холл вокзала, от которого идёт подземный переход ко второму перрону. От холла подземного этажа также есть выход к городу. Окна обеих террас второго этажа, расположенных над обоими главными входами, имеют высокие окна от пола до потолка. Из окон со стороны площади просматривается проспект Строителей и открывается вид на трамплины Долгой горы.
Центральный вокзал Нижнего Тагила способен обслужить примерно 4500 пассажиров в сутки и работает круглосуточно. Общая площадь помещений вокзала более 6 тыс. квадратных метров. На первом этаже здания вокзала имеются: кассовый зал ожидания пригородных поездов на 13 билетных касс и с двумя справочными кассами, с вестибюлем и проходом к подземному этажу и в подземный переход; платные туалеты, большой зал ожидания транзитных пассажиров с закусочной, кассовый зал ожидания пассажирских поездов поездов на 8 билетных касс, ресторан быстрого питания «Чикен Хаус» и парикмахерская. На втором этаже расположены: зал ожидания транзитных пассажиров, зал ожидания повышенной комфортности, комнаты матери и ребёнка, комнаты длительного отдыха и медпункт. В холле подземного этажа вокзала находятся: опорный пункт полиции, камеры хранения и некоторые технические помещения. Залы ожидания отапливаются в зимний период, летом работают кондиционеры. Среди существующих на вокзале дополнительных услуг и служб есть интернет-зал, сервисный центр, киоски с прессой, сувенирной и религиозной продукцией, медпункт.
С противоположной стороны от железнодорожных путей находится Привокзальная площадь, на которой расположен главный транспортный узел города. Возле территории вокзала есть остановка трамваев и автобусов, автовокзал и стоянка такси.

## Сообщения
Вокзал обслуживает сообщения Пермь II — Чусовая — Гороблагодатская — Екатеринбург-Пассажирский и Нижний Тагил — Алапаевск. Через Нижний Тагил курсируют поезда в направлении Екатеринбурга, Новороссийска, Соликамска, Приобья, Березников и прочих населённых пунктов.
| Круглогодичное обращение поездов | Круглогодичное обращение поездов | Круглогодичное обращение поездов | Круглогодичное обращение поездов |
| № поезда                         | Маршрут движения                 | № поезда                         | Маршрут движения                 |
| -------------------------------- | -------------------------------- | -------------------------------- | -------------------------------- |
| 11 «Ямал»                        | Новый Уренгой — Москва           | 12 «Ямал»                        | Москва — Новый Уренгой           |
| 337                              | Екатеринбург — Приобье           | 338                              | Приобье — Екатеринбург           |
| 351                              | Уфа — Приобье                    | 352                              | Приобье — Уфа                    |
| 603                              | Екатеринбург — Соликамск         | 604                              | Соликамск — Екатеринбург         |

| Сезонное обращение поездов | Сезонное обращение поездов | Сезонное обращение поездов | Сезонное обращение поездов |
| № поезда                   | Маршрут движения           | № поезда                   | Маршрут движения           |
| -------------------------- | -------------------------- | -------------------------- | -------------------------- |
| 521                        | Новороссийск — Приобье     | 522                        | Приобье — Новороссийск     |

Станция Нижний Тагил является основной базой Нижнетагильского региона Свердловской железной дороги, (до 1 октября 2010 года — её одноимённое отделение НОД-5). На станции находится один из двух больших пассажирских вокзалов Нижнего Тагила, второй на станции Смычка. В Тагильский узел также входят станции Сан-Донато, Вагонозавод, Завязовская, Старатель, Смычка с локомотивным депо и несколько остановочных пунктов.